# Утенков, Куприян Григорьевич
Куприян Григорьевич Утенков (22 апреля 1922 года, село Бичура, Бичурский район, Бурят-Монгольская АССР — 17 марта 1999 года) — начальник участка Московского автомобильного завода имени И. А. Лихачёва Министерства автомобильной промышленности СССР. Герой Социалистического Труда (1971).
Участник Великой Отечественной войны.
Указом Президиума Верховного Совета СССР от 5 апреля 1971 года «за выдающиеся успехи в выполнении заданий пятилетнего плана по развитию автомобильной промышленности» удостоен звания Героя Социалистического Труда с вручением ордена Ленина и золотой медали «Серп и Молот».
Награды
- Герой Социалистического Труда
- Орден Ленина
- Орден Отечественной войны 2 степени (06.04.1985)